# 聖哈辛托區
3°38′32″S 80°26′55″W / 3.6422°S 80.4486°W
聖哈辛托區（西班牙語：Distrito de San Jacinto），是秘魯的一個區，位於該國西北部通貝斯大區的通貝斯省，始建於1955年11月24日，面積598.7平方公里，海拔高度11米，2005年人口8,070，人口密度每平方公里13人。